# 戈伊亞里斯基斯加區
戈伊亞里斯基斯加區（西班牙語：Distrito de Goyllarisquizga），是秘魯的一個區，位於該國中部帕斯科大區的丹尼爾阿爾西德斯卡里翁省，始建於1944年11月27日，面積23.17平方公里，海拔高度4,170米，2005年人口1,356，人口密度每平方公里59人。